# Ngất xỉu
Ngất là một mất ý thức thoáng qua tự giới hạn do suy yếu lưu lượng máu não toàn bộ cấp tính. Khởi phát nhanh chóng, thời gian ngắn, phục hồi tự động và đầy đủ. Các nguyên nhân khác của mất ý thức thoáng qua cần được phân biệt với ngất; bao gồm động kinh, thiếu máu động mạch nền đốt sống, thiếu oxy máu và hạ đường huyết. Một tiền ngất (báo trước ngất) là phổ biến, mặc dù mất ý thức có thể xảy ra mà không có bất kỳ triệu chứng báo trước. Các triệu chứng tiền ngất điển hình bao gồm chóng mặt, choáng váng hoặc ngất xỉu, yếu, mệt mỏi, và rối loạn thị giác và thính giác. Nguyên nhân của ngất có thể được chia thành ba loại chung: (1) ngất qua trung gian thần kinh (còn gọi là ngất do phản xạ hoặc vận mạch), (2) hạ huyết áp thế đứng và (3) ngất tim.

## Cách điều trị
Khi bệnh nhân bị ngất xỉu, đầu tiên là bạn nên tránh để cho bệnh nhân gặp phải chấn thương và phải bảo đảm là bệnh nhân vẫn còn thở và mạch còn đập. Nếu người bệnh không thể tự thở hoặc mạch không đập, gọi ngay cấp cứu. Nếu bệnh nhân đang thở, cần phải để bệnh nhân nằm dưới nền cứng và phẳng rồi nhấc nhẹ chân lên cao dần dần, để cho máu có thể chảy ngược lại về tim. Chú ý tuyệt đối không được nhấc bệnh nhân dậy ngay.
Với bệnh nhân có nguy cơ bị ngất do phản xạ thần kinh và tim, cách tốt nhất là để bệnh nhân tránh xa môi trường quá nóng hoặc là những nơi đông người. Bệnh nhân cần uống nhiều nước có bổ sung muối. Hơn nữa, có thể dùng các loại thuốc chẹn beta giao cảm như Propranolol, Atenolol, Metoprolol, Bisoprolol. Nếu các biện pháp trên không thành công, có thể xem xét việc cấy máy tạo nhịp.
Với bệnh nhân thường xuyên bị ngất do thay đổi tư thế, cần dùng thuốc theo chỉ định và tránh đi chân đi tất chật, nằm ngủ phải cao đầu. Còn với trường hợp ngất do rối loạn nhịp, có thể dùng máy tạo nhịp tim nếu nhịp chậm, hay dùng thuốc điều chỉnh nhịp hoặc sóng radio với trường hợp nhịp tim quá nhanh.